# Gjøa

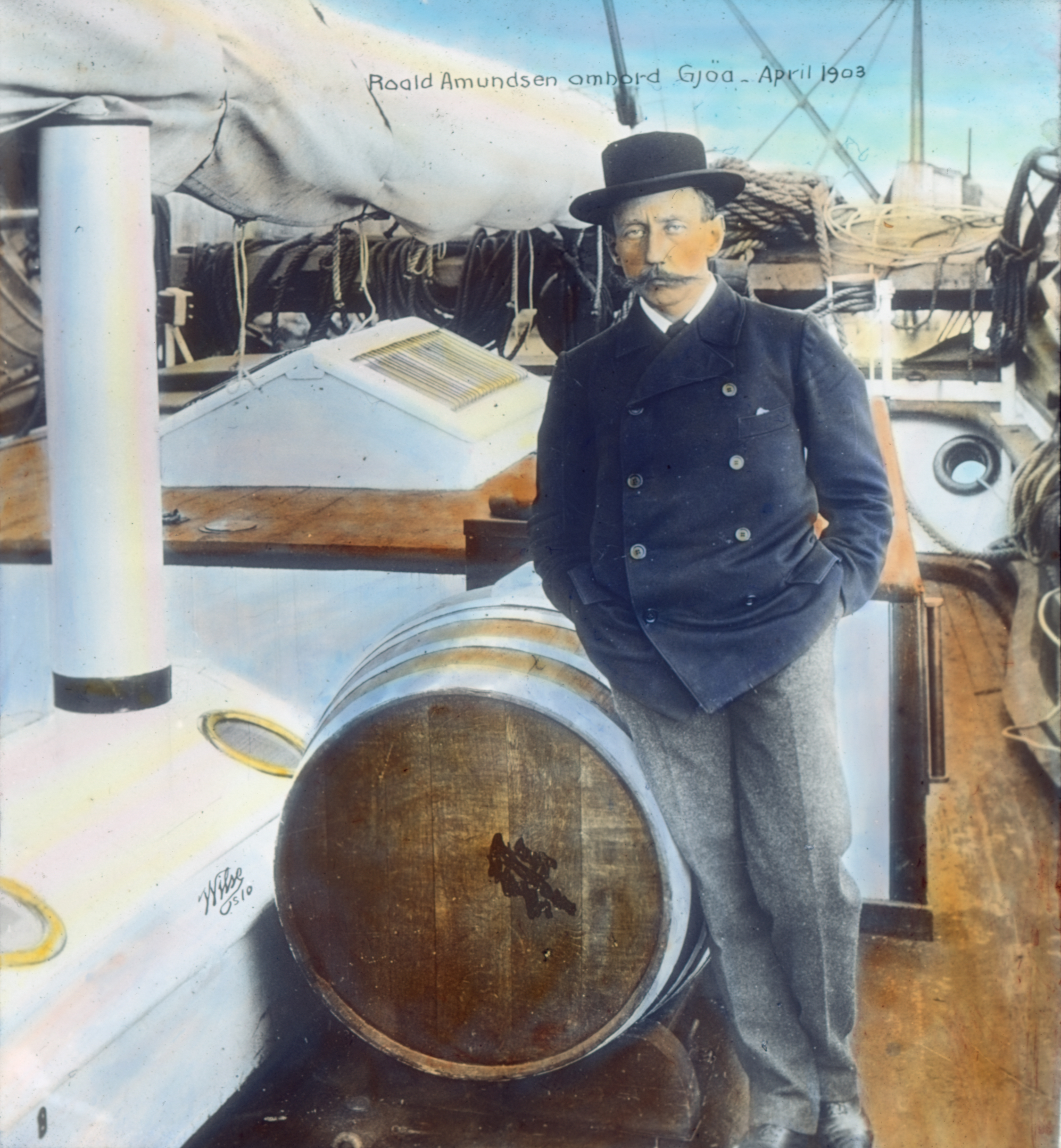
Amundsen na pokładzie „Gjøi”, kwiecień 1903

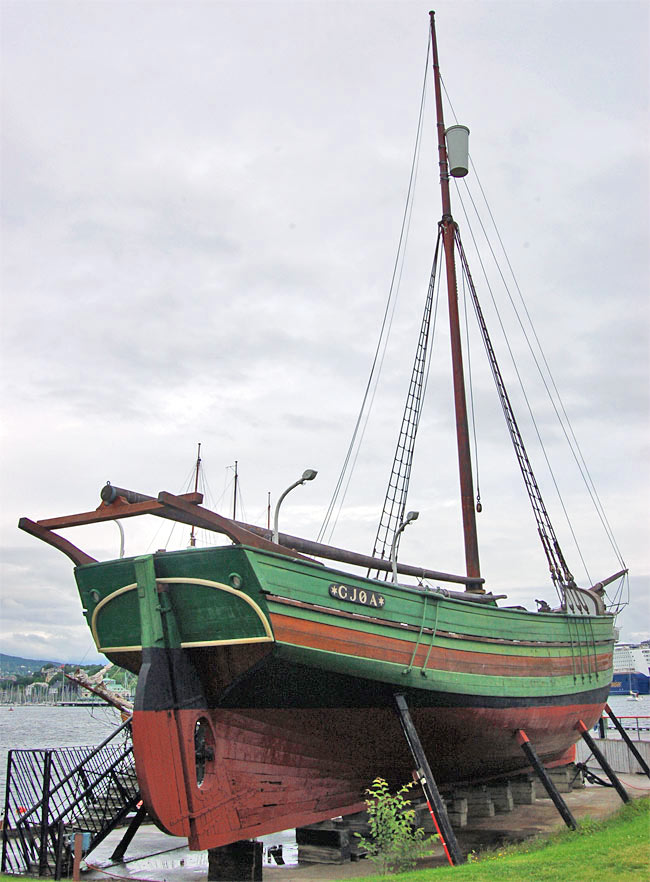
„Gjøa” przed muzeum norweskich odkryć polarnych Frammuseet na półwyspie Bygdøy w Oslo, 2009

Gjøa – norweski slup (klasyfikacja historyczna – obecnie statek o takim ożaglowaniu nazwalibyśmy kutrem), pierwszy statek, który przepłynął przez Przejście Północno-Zachodnie w latach 1903–1906; obecnie znajduje się w muzeum norweskich odkryć polarnych Frammuseet w Oslo.

## Opis
„Gjøa” to niewielki, lekki slup o długości 21,336 m, szerokości 6,096 m i pojemności netto 45 NRT  . Statek miał dwie kajuty i mógł pomieścić 8 członków załogi .

## Historia
Statek powstał na zamówienie szypra Asbjørna Sexe w 1872 roku . Został zbudowany przez szkutnika Knuta Johannessona Skaale (1843–1900) w Rosendal . Drewno na kadłub ścięto w lasach Ølve, a na maszt i drzewce pozyskano w lasach Varaldsøy . Sexe nazwał slup imieniem swojej żony – „Gjøa” .
Sexe pływał w wodach północnych prowincji Nordland i Finnmark . W 1882 roku „Gjøa” rozbiła się pod Kabelvåg . W tym samym roku wrak kupił O.J. Kaarbøe ze Svolværu i przetransportował do remontu w Gravdal . Po remoncie statek został sprzedany szyprowi z Tromsø Hansowi Christianowi Johannesenowi (1846–1920) za 700 koron .
W 1884 roku Johannesen popłynął statkiem na Morze Karskie i regularnie pływał po wodach Arktyki . W 1897 roku udał się na wschodnie wybrzeże Grenlandii, a potem do zatoki Virgohamna w Svalbardzie . W 1898 roku „Gjøa” pożeglowała do Nowej Ziemi i wróciła, opływając Ziemię Franciszka Józefa i Wyspę Białą .
Roald Amundsen (1872–1928) zakupił statek wraz z jego wyposażeniem za 10 tys. koron 28 marca 1901 roku . Latem udał się w pięciomiesięczny rejs po wschodnich wodach Grenlandii, by przetestować żaglowiec i prowadzić obserwacje oceanograficzne dla Fridtjofa Nansena (1861–1930)  .
Amundsen planował wyprawę, której celem miało być pokonanie drogi łączącej Ocean Atlantycki z Oceanem Spokojnym, tzw. Przejścia Północno-Zachodniego prowadzącego przez Ocean Arktyczny . By sprostać trudom takiej przeprawy, kadłub slupa musiał zostać wzmocniony . W 1902 roku „Gjøa” otrzymała żelazne wzmocnienia i została wyposażona w silnik średnioprężny  o mocy 13 koni mechanicznych .
Rok później, 13 czerwca 1903 roku „Gjøa” z Amundsenem i sześcioosobową załogą wyruszyła na podbój Przejścia Północno-Zachodniego . W połowie września zakotwiczyła w zatoce południowej Ziemi Króla Wilhelma, którą nazwano na jej cześć Gjøahavn . Uczestnicy wyprawy osiedli na brzegu, a osada została później nazwana Gjoa Haven – Amundsen i jego towarzysze przebywali tu przez dwa lata . Ekspedycja dotarła do Nome na Alasce 30 sierpnia 1906 roku . „Gjøa” stała się pierwszym statkiem, który pokonał Przejście Północno-Zachodnie .
10 września 1906 roku „Gjøa” wpłynęła do portu w San Francisco . Amundsen zamierzał pożeglować wokół Ameryki do Norwegii, lecz Nansen odradził mu taką podróż z uwagi na trudne warunki opłynięcia przylądka Horn . Slup pozostał w porcie, a później został zakupiony przez Amerykanów pochodzenia norweskiego i podarowany miastu San Francisco . W 1909 roku „Gjøa” stanęła w Golden Gate Park .
Wystawiony na działanie wiatru, słońca i deszczu, i narażony na akty wandalizmu, slup zaczął wkrótce niszczeć . Rozpatrywano nawet spalenie statku, lecz dzięki hojności prywatnych darczyńców zebrano fundusze na rozpoczęcie remontu . Prace przerwano w 1941 roku z powodu II wojny światowej, podjęto ponownie w 1947 roku i ukończono w 1949 roku dzięki wsparciu Norwegii . Wkrótce jednak statek zaczął ponownie niszczeć . W 1971 roku zawiązano komitet na rzecz zwrócenia statku Norwegii . W 1972 roku „Gjøa” została przetransportowana do Oslo i stanęła przed muzeum norweskich odkryć polarnych Frammuseet na półwyspie Bygdøy .
Statek przeszedł gruntowną restaurację w latach 70. XX w.  W 2012 roku „Gjøa” została przeniesiona do hali muzealnej i odnowiona w 2017 roku.